# Moshupa
Moshupa, auch Mosopa, ist ein Ort im Southern District in Botswana.

## Geographie
Im Jahr 2011 hatte Moshupa 20.016 Einwohner. Der Ort liegt im Sub-Distrikt Ngwaketse West.
Das Gebiet ist flach, weist aber einige Hügel mit Felsüberhängen auf. Das Klima ist arid. Der nur zeitweilig Wasser führende Fluss Mosope führt durch den Ort. 

## Geschichte
Moshupa wurde von den Bakgatla-ba-ga Mmanaana gegründet. Der 2018 zum Präsidenten ernannte Mokgweetsi Masisi von der Botswana Democratic Party stammt aus Moshupa. Er war bis zum Amtsantritt Abgeordneter des Wahlkreises Moshupa/Mangana, ebenso wie zuvor sein 2003 gestorbener Vater Edison Masisi.

## Wirtschaft und Infrastruktur
Rund um Moshupa wird Landwirtschaft betrieben, vor allem Viehzucht.
Moshupa liegt an der Fernstraße A10, die unter anderem Thamaga und Gaborone im Nordosten mit Kanye im Südwesten verbindet. 
In Moshupa steht die Mmanaana Senior Secondary School.